# Ciutat de Barcelona
Il Ciutat de Barcelona è stato un torneo professionistico di tennis giocato su campi in terra rossa. Faceva parte dell'ATP Challenger Series. Si giocava annualmente a Barcellona in Spagna.

## Albo d'oro

### Singolare
| Anno | Campione                | Finalista          | Punteggio     |
| ---- | ----------------------- | ------------------ | ------------- |
| 1993 | Jonas Svensson          | Federico Sánchez   | 6–4, 7–5      |
| 1994 | Alberto Berasategui     | Carl-Uwe Steeb     | 6–3, 7–5      |
| 1995 | Jordi Burillo           | Carlos Moyá        | 6–3, 6–3      |
| 1996 | Marcelo Filippini       | Dominik Hrbatý     | 6–4, 6–4      |
| 1997 | Carlos Costa            | Juan Antonio Marín | 6–1, 6–4      |
| 1998 | Fernando Vicente (1)    | Jan Frode Andersen | 6–3, 6–3      |
| 1999 | Fernando Vicente (2)    | Sargis Sargsian    | 6–2, 1–6, 6–2 |
| 2000 | Albert Portas (1)       | Óscar Serrano      | 3–6, 6–4, 6–3 |
| 2001 | Konstantinos Economidis | Nicolas Coutelot   | 7–6(4), 6–1   |
| 2002 | Rubén Ramírez Hidalgo   | Albert Portas      | 4–6, 6–4, 6–1 |
| 2003 | Albert Portas (2)       | Albert Montañés    | 6–4, 6–4      |
| 2004 | Stan Wawrinka           | Kristof Vliegen    | 6–4, 6–3      |
| 2005 | Sergio Roitman          | Tejmuraz Gabašvili | 6–2, 6–3      |
| 2006 | Marcel Granollers       | Óscar Hernández    | 6–4, 6–1      |

### Doppio
| Anno | Campioni                                              | Finalisti                          | Punteggio        |
| ---- | ----------------------------------------------------- | ---------------------------------- | ---------------- |
| 1993 | Jordi Burillo Sergio Casal (1)                        | Maurice Ruah Mario Tabares         | 6–2, 4–6, 6–1    |
| 1994 | Sergio Casal (2) Emilio Sánchez                       | Francisco Clavet Àlex Corretja     | 6–2, 7–5         |
| 1995 | Luis Lobo Javier Sánchez (1)                          | José Antonio Conde Nuno Marques    | 6–4, 6(6)–7, 6–4 |
| 1996 | Luis Lobo Javier Sánchez                              | Nicolás Lapentti Fabrice Santoro   | ABD              |
| 1997 | Tamer El Sawy Nuno Marques                            | Dinu Pescariu Davide Sanguinetti   | 6–1, 6–2         |
| 1998 | José Antonio Conde Javier Sánchez (2)                 | Massimo Bertolini Cristian Brandi  | 4–6, 6–4, 6–3    |
| 1999 | Eduardo Nicolás Germán Puentes                        | Alberto Martín Javier Sánchez      | 7–6(1), 7–6(5)   |
| 2000 | Tomás Carbonell Albert Portas                         | Marcus Hilpert Jens Knippschild    | 5–7, 6–1, 6–4    |
| 2001 | Juan Ignacio Carrasco (1) Álex López Morón            | František Čermák David Škoch       | 6–4, 6–1         |
| 2002 | Emilio Benfele Álvarez (1) Mariano Hood               | Karsten Braasch Peter Nyborg       | 6–4, 6–4         |
| 2003 | Juan Ignacio Carrasco (2) Mariano Delfino             | Enzo Artoni Sergio Roitman         | 7–5, 6–3         |
| 2004 | Emilio Benfele Álvarez (2) Gabriel Trujillo Soler (1) | Ignacio González King Diego Moyano | 4–6, 6–3, 6–4    |
| 2005 | Óscar Hernández Gabriel Trujillo Soler (2)            | Álex López Morón Albert Portas     | 7–5, 6–4         |
| 2006 | Tomas Behrend Flavio Cipolla                          | Pablo Andújar Marcel Granollers    | 6–3, 6–2         |